# 2012-es női kézilabda-Európa-bajnokság
A 2012-es női kézilabda-Európa-bajnokságot december 4. és 16. között rendezték meg. Eredetileg Hollandia lett volna a rendező, de 2012 júniusában visszalépett a rendezéstől. Az EHF a visszalépés miatt, a holland szövetséget 250 000 eurós büntetéssel és 40 000  eurós kártérítéssel sújtotta, valamint a Hollandia 2016 decemberéig nem rendezhet EHF szervezésű válogatott tornákat.
Június 18-án az EHF Szerbiának adta a rendezés lehetőségét. A tornát négy városban, Belgrádban, Nisben, Versecben és Újvidéken rendezték. Hollandia a rendező jogán kapott indulási jogát elvesztette. A helyére a selejtező csoportok harmadik helyezettjei közül a legjobb mutatókkal rendelkező Izland került.
A címvédő a norvég válogatott volt. Az Eb-t Montenegró nyerte, története során először és megszakítva a norvégok 2004 óta tartó győzelmi sorozatát.
Magyarország a C csoportban szerepelt, a spanyol, német és a horvát csapattal együtt. A válogatott két győzelemmel és egy vereséggel jutott tovább a középdöntőbe, de a horvátok elleni vereséget nem számolják a középdöntőben a horvátok kiesése miatt. A középdöntőben a montenegrói, a román és az orosz válogatott volt az ellenfél. Innen a magyar csapat már két forduló után bejutott az elődöntőbe. Az elődöntőbeli, Norvégia ellen elszenvedett vereség után a magyar válogatott a bronzmérkőzésen hosszabbítás után legyőzte Szerbiát, így 2004 után ismét bronzérmet szerzett Európa-bajnokságon.

## Helyszínek
A mérkőzéseket négy városban játszották.
| Belgrád                                | Újvidék               | Belgrád Újvidék Niš Versec |
| -------------------------------------- | --------------------- | -------------------------- |
| Kombank Arena                          | SPC Vojvodina         | Belgrád Újvidék Niš Versec |
| Férőhely: 20 000                       | Férőhely: 11 500      | Belgrád Újvidék Niš Versec |
|                                        |                       | Belgrád Újvidék Niš Versec |
| A csoport, középdöntő, elődöntő, döntő | C csoport, középdöntő | Belgrád Újvidék Niš Versec |
| Niš                                    | Versec                | Belgrád Újvidék Niš Versec |
| Čair Sports Center                     | Millennium Center     | Belgrád Újvidék Niš Versec |
| Férőhely: 5000                         | Férőhely: 5000        | Belgrád Újvidék Niš Versec |
|                                        |                       | Belgrád Újvidék Niš Versec |
| B csoport                              | D csoport             | Belgrád Újvidék Niš Versec |

## Részt vevő csapatok
| Nemzet        | Kvalifikáció módja       | Kvalifikáció időpontja | Előző szereplések |
| ------------- | ------------------------ | ---------------------- | ----------------- |
| Izland        | legjobb csoport 3.       | 2012. június 18.       | 1                 |
| Norvégia      | címvédő                  | 2010. december 19.     | 9                 |
| Horvátország  | 6. csoport győztese      | 2012. március 24.      | 6                 |
| Csehország    | 5. csoportból továbbjutó | 2012. március 25.      | 3                 |
| Svédország    | 5. csoportból továbbjutó | 2012. március 25.      | 7                 |
| Németország   | 1. csoportból továbbjutó | 2012. május 30.        | 9                 |
| Magyarország  | 1. csoportból továbbjutó | 2012. május 30.        | 9                 |
| Románia       | 2. csoportból továbbjutó | 2012. május 30.        | 8                 |
| Szerbia       | 2. csoportból továbbjutó | 2012. május 30.        | 3                 |
| Franciaország | 4. csoportból továbbjutó | 2012. május 30.        | 6                 |
| Dánia         | 6. csoportból továbbjutó | 2012. június 2.        | 9                 |
| Spanyolország | 7. csoportból továbbjutó | 2012. június 2.        | 6                 |
| Ukrajna       | 7. csoportból továbbjutó | 2012. június 3.        | 9                 |
| Macedónia     | 4. csoportból továbbjutó | 2012. június 3.        | 4                 |
| Montenegró    | 3. csoportból továbbjutó | 2012. június 3.        | 1                 |
| Oroszország   | 3. csoportból továbbjutó | 2012. június 3.        | 9                 |

## Játékvezetők
A tornára 12 játékvezető-párost választottak ki.
| Játékvezetők     | Játékvezetők                                |
| ---------------- | ------------------------------------------- |
| Fehéroroszország | Andrei Gousko Siarhei Repkin                |
| Horvátország     | Helena Crnojević Emina Kostecki-Radić       |
| Csehország       | Jiří Opava Pavel Válek                      |
| Dánia            | Marlene Kroløkke Lythje Karina Christiansen |
| Franciaország    | Charlotte Bonaventura Julie Bonaventura     |
| Magyarország     | Horváth Péter Márton Balázs                 |

| Játékvezetők  | Játékvezetők                        |
| ------------- | ----------------------------------- |
| Lettország    | Zigmārs Stoļarovs Renārs Līcis      |
| Lengyelország | Joanna Brehmer Agnieszka Skowronek  |
| Románia       | Diana Carmen-Florescu Anamaria Duţă |
| Szerbia       | Branka Marić Zorica Mašić           |
| Szlovákia     | Peter Brunovský Vladimír Čanda      |
| Spanyolország | Andreu Marín Ignacio García         |

## Sorsolás
A sorsolás lebonyolítását 2012. május 15-én tették közzé. A csoportok sorsolását 2012. június 6-án Rotterdamban tartották volna, de a rendező visszalépése miatt elhalasztották. Az új időpontot 2012. június 22-ére tűzték ki, a sorsolást Monacóban tartották.
| 1. kalap                                         | 2. kalap                                             | 3. kalap                                       | 4. kalap                                          |
| ------------------------------------------------ | ---------------------------------------------------- | ---------------------------------------------- | ------------------------------------------------- |
| - Norvégia - Svédország - Románia - Horvátország | - Franciaország - Montenegró - Németország - Ukrajna | - Szerbia - Dánia - Oroszország - Magyarország | - Spanyolország - Csehország - Macedónia - Izland |

## Lebonyolítás
A 16 csapatot 4 darab, 4 csapatos csoportba sorsolták. A csoportokban körmérkőzések döntötték el a csoportok végeredményét. A csoportokból az első három helyezett jutott tovább a középdöntőbe, a negyedik helyezettek kiestek.
A középdöntőben az A- és B, valamint a C- és D csoport továbbjutott csapatai újabb körmérkőzéseket játszottak, de csak azok a csapatok mérkőztek egymással, amelyek a csoportkörben nem találkoztak, azonban a csoportkörben lejátszott eredményeiket is figyelembe vették.
A két középdöntő csoportból az első két helyezett jutott az elődöntőbe. Az elődöntők győztesei játszották a döntőt, a vesztesek a bronzéremért mérkőzhettek. Az első hat helyért játszottak helyosztó mérkőzéseket.

## Csoportkör
A győzelemért 2, a döntetlenért 1 pont járt. A sorrend meghatározásakor a több szerzett pont rangsorolt először. Ha két vagy több csapat a csoportmérkőzések után azonos pontszámmal állt, akkor az alábbiak alapján kellett meghatározni a sorrendet:
1. az azonos pontszámmal álló csapatok mérkőzésein szerzett több pont
2. az azonos pontszámmal álló csapatok mérkőzésein elért jobb gólkülönbség
3. az azonos pontszámmal álló csapatok mérkőzésein szerzett több gól
4. az összes mérkőzésen elért jobb gólkülönbség
5. az összes mérkőzésen szerzett több gól
6. sorsolás

### A csoport
| Hely. | Csapat      | M | Gy | D | V | G+ | G– | Gk | P | Továbbjutás |
| ----- | ----------- | - | -- | - | - | -- | -- | -- | - | ----------- |
| 1.    | Norvégia    | 3 | 3  | 0 | 0 | 67 | 62 | +5 | 6 | Középdöntő  |
| 2.    | Szerbia (R) | 3 | 2  | 0 | 1 | 79 | 75 | +4 | 4 | Középdöntő  |
| 3.    | Csehország  | 3 | 1  | 0 | 2 | 68 | 71 | −3 | 2 | Középdöntő  |
| 4.    | Ukrajna     | 3 | 0  | 0 | 3 | 62 | 68 | −6 | 0 |             |

| 2012. december 4. 17:45 | Ukrajna       | 22–25       | Csehország           | Kombank Arena, Belgrád Nézőszám: 450 Játékvezetők: Brehmer, Skowronek (POL) |
| 2012. december 4. 17:45 | Borshchenko 7 | (7–12)      | Štěrbová, Luzumová 6 | Kombank Arena, Belgrád Nézőszám: 450 Játékvezetők: Brehmer, Skowronek (POL) |
| 2012. december 4. 17:45 | 6× 4×         | Jegyzőkönyv | 2× 3×                | Kombank Arena, Belgrád Nézőszám: 450 Játékvezetők: Brehmer, Skowronek (POL) |

| 2012. december 4. 20:15 | Norvégia           | 28–26       | Szerbia      | Kombank Arena, Belgrád Nézőszám: 5000 Játékvezetők: Marín, García (ESP) |
| 2012. december 4. 20:15 | Riegelhuth Koren 8 | (17–12)     | Ognjenović 9 | Kombank Arena, Belgrád Nézőszám: 5000 Játékvezetők: Marín, García (ESP) |
| 2012. december 4. 20:15 | 4× 3× 1×           | Jegyzőkönyv | 6× 4×        | Kombank Arena, Belgrád Nézőszám: 5000 Játékvezetők: Marín, García (ESP) |

| 2012. december 6. 18:15 | Szerbia                | 25–23       | Ukrajna      | Kombank Arena, Belgrád Nézőszám: 4000 Játékvezetők: Florescu, Duţă (ROU) |
| 2012. december 6. 18:15 | Popović, Damnjanović 5 | (14–10)     | Managarova 7 | Kombank Arena, Belgrád Nézőszám: 4000 Játékvezetők: Florescu, Duţă (ROU) |
| 2012. december 6. 18:15 | 3× 4×                  | Jegyzőkönyv | 7× 4×        | Kombank Arena, Belgrád Nézőszám: 4000 Játékvezetők: Florescu, Duţă (ROU) |

| 2012. december 6. 20:15 | Csehország  | 19–21       | Norvégia  | Kombank Arena, Belgrád Nézőszám: 450 Játékvezetők: Crnojević, Kostecki-Radić (CRO) |
| 2012. december 6. 20:15 | Poznarová 5 | (12–10)     | Sulland 8 | Kombank Arena, Belgrád Nézőszám: 450 Játékvezetők: Crnojević, Kostecki-Radić (CRO) |
| 2012. december 6. 20:15 | 4× 4×       | Jegyzőkönyv | 3× 3×     | Kombank Arena, Belgrád Nézőszám: 450 Játékvezetők: Crnojević, Kostecki-Radić (CRO) |

| 2012. december 8. 18:15 | Norvégia  | 18–17       | Ukrajna               | Kombank Arena, Belgrád Nézőszám: 1554 Játékvezetők: Stoļarovs, Līcis (LAT) |
| 2012. december 8. 18:15 | Sulland 6 | (8–11)      | Glibko, Borshchenko 4 | Kombank Arena, Belgrád Nézőszám: 1554 Játékvezetők: Stoļarovs, Līcis (LAT) |
| 2012. december 8. 18:15 | 3× 3×     | Jegyzőkönyv | 9× 2× 1×              | Kombank Arena, Belgrád Nézőszám: 1554 Játékvezetők: Stoļarovs, Līcis (LAT) |

| 2012. december 8. 20:15 | Szerbia            | 28–24       | Csehország         | Kombank Arena, Belgrád Nézőszám: 4000 Játékvezetők: Horváth, Márton (HUN) |
| 2012. december 8. 20:15 | Lekić, Pop-Lazić 6 | (12–15)     | Černá, Chrenková 6 | Kombank Arena, Belgrád Nézőszám: 4000 Játékvezetők: Horváth, Márton (HUN) |
| 2012. december 8. 20:15 | 6× 3×              | Jegyzőkönyv | 3× 3×              | Kombank Arena, Belgrád Nézőszám: 4000 Játékvezetők: Horváth, Márton (HUN) |

### B csoport
| Hely. | Csapat        | M | Gy | D | V | G+ | G– | Gk  | P | Továbbjutás |
| ----- | ------------- | - | -- | - | - | -- | -- | --- | - | ----------- |
| 1.    | Franciaország | 3 | 2  | 0 | 1 | 80 | 61 | +19 | 4 | Középdöntő  |
| 2.    | Dánia         | 3 | 2  | 0 | 1 | 91 | 84 | +7  | 4 | Középdöntő  |
| 3.    | Svédország    | 3 | 2  | 0 | 1 | 70 | 65 | +5  | 4 | Középdöntő  |
| 4.    | Macedónia     | 3 | 0  | 0 | 3 | 61 | 92 | −31 | 0 |             |

1. 1 2 3  Franciaország 2 pont, +6 gk; Dánia 2 pont, 0 gk; Svédország 2 pont, –6 gk

| 2012. december 4. 18:15 | Franciaország | 29–16       | Macedónia | Čair Sports Center, Niš Nézőszám: 750 Játékvezetők: Horvárth, Márton (HUN) |
| 2012. december 4. 18:15 | Baudouin 8    | (15–10)     | Nikolic 6 | Čair Sports Center, Niš Nézőszám: 750 Játékvezetők: Horvárth, Márton (HUN) |
| 2012. december 4. 18:15 | 2× 3×         | Jegyzőkönyv | 2× 2×     | Čair Sports Center, Niš Nézőszám: 750 Játékvezetők: Horvárth, Márton (HUN) |

| 2012. december 4. 20:15 | Svédország | 27–26       | Dánia       | Čair Sports Center, Niš Nézőszám: 300 Játékvezetők: Florescu, Duţă (ROU) |
| 2012. december 4. 20:15 | Ahlm 10    | (13–15)     | Jørgensen 6 | Čair Sports Center, Niš Nézőszám: 300 Játékvezetők: Florescu, Duţă (ROU) |
| 2012. december 4. 20:15 | 1× 1×      | Jegyzőkönyv | 4× 3×       | Čair Sports Center, Niš Nézőszám: 300 Játékvezetők: Florescu, Duţă (ROU) |

| 2012. december 6. 18:15 | Macedónia    | 15–26       | Svédország   | Čair Sports Center, Niš Nézőszám: 300 Játékvezetők: Stoļarovs, Līcis (LAT) |
| 2012. december 6. 18:15 | Bajramoska 4 | (8–11)      | Torstenson 8 | Čair Sports Center, Niš Nézőszám: 300 Játékvezetők: Stoļarovs, Līcis (LAT) |
| 2012. december 6. 18:15 | 2× 2×        | Jegyzőkönyv | 1× 2×        | Čair Sports Center, Niš Nézőszám: 300 Játékvezetők: Stoļarovs, Līcis (LAT) |

| 2012. december 6. 20:15 | Dánia                | 28–27       | Franciaország      | Čair Sports Center, Niš Nézőszám: 200 Játékvezetők: Brehmer, Skowronek (POL) |
| 2012. december 6. 20:15 | Nørgaard, Burgaard 7 | (15–12)     | Baudouin, Njitam 5 | Čair Sports Center, Niš Nézőszám: 200 Játékvezetők: Brehmer, Skowronek (POL) |
| 2012. december 6. 20:15 | 2× 2×                | Jegyzőkönyv | 1× 3×              | Čair Sports Center, Niš Nézőszám: 200 Játékvezetők: Brehmer, Skowronek (POL) |

| 2012. december 8. 18:15 | Svédország   | 17–24       | Franciaország    | Čair Sports Center, Niš Nézőszám: 500 Játékvezetők: Crnojević, Kostecki-Radić (CRO) |
| 2012. december 8. 18:15 | Torstenson 5 | (8–13)      | Signaté, Mendy 4 | Čair Sports Center, Niš Nézőszám: 500 Játékvezetők: Crnojević, Kostecki-Radić (CRO) |
| 2012. december 8. 18:15 | 1× 2×        | Jegyzőkönyv | 2× 4×            | Čair Sports Center, Niš Nézőszám: 500 Játékvezetők: Crnojević, Kostecki-Radić (CRO) |

| 2012. december 8. 20:15 | Dánia        | 37–30       | Macedónia               | Čair Sports Center, Niš Nézőszám: 1000 Játékvezetők: Marín, García (ESP) |
| 2012. december 8. 20:15 | Augustesen 8 | (17–13)     | Crvenkoska, Portjanko 7 | Čair Sports Center, Niš Nézőszám: 1000 Játékvezetők: Marín, García (ESP) |
| 2012. december 8. 20:15 | 4× 3×        | Jegyzőkönyv | 3× 3×                   | Čair Sports Center, Niš Nézőszám: 1000 Játékvezetők: Marín, García (ESP) |

### C csoport
| Hely. | Csapat        | M | Gy | D | V | G+ | G– | Gk | P | Továbbjutás |
| ----- | ------------- | - | -- | - | - | -- | -- | -- | - | ----------- |
| 1.    | Magyarország  | 3 | 2  | 0 | 1 | 83 | 80 | +3 | 4 | Középdöntő  |
| 2.    | Spanyolország | 3 | 2  | 0 | 1 | 79 | 73 | +6 | 4 | Középdöntő  |
| 3.    | Németország   | 3 | 1  | 0 | 2 | 58 | 63 | −5 | 2 | Középdöntő  |
| 4.    | Horvátország  | 3 | 1  | 0 | 2 | 65 | 69 | −4 | 2 |             |

1. 1 2  Magyarország 32–31 Spanyolország
2. 1 2  Horvátország 16–17 Németország

| 2012. december 4. 18:15 | Németország | 20–23       | Spanyolország | SPC Vojvodina, Újvidék Nézőszám: 1200 Játékvezetők: Lythje, Christiansen (DEN) |
| 2012. december 4. 18:15 | Steinbach 6 | (12–13)     | Martín 7      | SPC Vojvodina, Újvidék Nézőszám: 1200 Játékvezetők: Lythje, Christiansen (DEN) |
| 2012. december 4. 18:15 | 5× 4×       | Jegyzőkönyv | 3× 4×         | SPC Vojvodina, Újvidék Nézőszám: 1200 Játékvezetők: Lythje, Christiansen (DEN) |

| 2012. december 4. 20:15 | Horvátország | 28–27       | Magyarország | SPC Vojvodina, Újvidék Nézőszám: 1800 Játékvezetők: Opava, Válek (CZE) |
| 2012. december 4. 20:15 | Zebić 9      | (15–14)     | Tomori 9     | SPC Vojvodina, Újvidék Nézőszám: 1800 Játékvezetők: Opava, Válek (CZE) |
| 2012. december 4. 20:15 | 5× 3×        | Jegyzőkönyv | 2× 3×        | SPC Vojvodina, Újvidék Nézőszám: 1800 Játékvezetők: Opava, Válek (CZE) |

| 2012. december 5. 18:15 | Spanyolország | 25–21       | Horvátország | SPC Vojvodina, Újvidék Nézőszám: 2000 Játékvezetők: Brunovský, Čanda (SVK) |
| 2012. december 5. 18:15 | Mangué 7      | (13–10)     | Zebić 7      | SPC Vojvodina, Újvidék Nézőszám: 2000 Játékvezetők: Brunovský, Čanda (SVK) |
| 2012. december 5. 18:15 | 3× 3×         | Jegyzőkönyv | 4× 2×        | SPC Vojvodina, Újvidék Nézőszám: 2000 Játékvezetők: Brunovský, Čanda (SVK) |

| 2012. december 5. 20:15 | Magyarország | 24–21       | Németország | SPC Vojvodina, Újvidék Nézőszám: 2500 Játékvezetők: Bonaventura, Bonaventura (FRA) |
| 2012. december 5. 20:15 | Görbicz 9    | (11–14)     | Zapf 5      | SPC Vojvodina, Újvidék Nézőszám: 2500 Játékvezetők: Bonaventura, Bonaventura (FRA) |
| 2012. december 5. 20:15 | 2× 2×        | Jegyzőkönyv | 4× 3×       | SPC Vojvodina, Újvidék Nézőszám: 2500 Játékvezetők: Bonaventura, Bonaventura (FRA) |

| 2012. december 7. 18:15 | Magyarország | 32–31       | Spanyolország | SPC Vojvodina, Újvidék Nézőszám: 3700 Játékvezetők: Marić, Mašić (SRB) |
| 2012. december 7. 18:15 | Tomori 12    | (17–14)     | Martín 7      | SPC Vojvodina, Újvidék Nézőszám: 3700 Játékvezetők: Marić, Mašić (SRB) |
| 2012. december 7. 18:15 | 3× 3×        | Jegyzőkönyv | 3× 2×         | SPC Vojvodina, Újvidék Nézőszám: 3700 Játékvezetők: Marić, Mašić (SRB) |

| 2012. december 7. 20:15 | Horvátország | 16–17       | Németország | SPC Vojvodina, Újvidék Nézőszám: 2100 Játékvezetők: Gousko, Repkin (BLR) |
| 2012. december 7. 20:15 | Zebić 5      | (7–8)       | Augsburg 4  | SPC Vojvodina, Újvidék Nézőszám: 2100 Játékvezetők: Gousko, Repkin (BLR) |
| 2012. december 7. 20:15 | 2× 3×        | Jegyzőkönyv | 4× 3×       | SPC Vojvodina, Újvidék Nézőszám: 2100 Játékvezetők: Gousko, Repkin (BLR) |

### D csoport
| Hely. | Csapat      | M | Gy | D | V | G+ | G– | Gk  | P | Továbbjutás |
| ----- | ----------- | - | -- | - | - | -- | -- | --- | - | ----------- |
| 1.    | Montenegró  | 3 | 3  | 0 | 0 | 79 | 63 | +16 | 6 | Középdöntő  |
| 2.    | Oroszország | 3 | 1  | 1 | 1 | 78 | 72 | +6  | 3 | Középdöntő  |
| 3.    | Románia     | 3 | 1  | 1 | 1 | 63 | 63 | 0   | 3 | Középdöntő  |
| 4.    | Izland      | 3 | 0  | 0 | 3 | 56 | 78 | −22 | 0 |             |

1. 1 2  Románia 21–21 Oroszország

| 2012. december 4. 18:05 | Montenegró  | 26–16       | Izland        | Millennium Center, Versec Nézőszám: 2800 Játékvezetők: Gousko, Repkin (BLR) |
| 2012. december 4. 18:05 | Bulatović 7 | (10–7)      | Bragadóttir 5 | Millennium Center, Versec Nézőszám: 2800 Játékvezetők: Gousko, Repkin (BLR) |
| 2012. december 4. 18:05 | 5× 3×       | Jegyzőkönyv | 4× 3×         | Millennium Center, Versec Nézőszám: 2800 Játékvezetők: Gousko, Repkin (BLR) |

| 2012. december 4. 20:15 | Románia | 21–21       | Oroszország | Millennium Center, Versec Nézőszám: 3200 Játékvezetők: Marić, Mašić (SRB) |
| 2012. december 4. 20:15 | Curea 9 | (12–7)      | Khmyrova 6  | Millennium Center, Versec Nézőszám: 3200 Játékvezetők: Marić, Mašić (SRB) |
| 2012. december 4. 20:15 | 4× 3×   | Jegyzőkönyv | 3× 3×       | Millennium Center, Versec Nézőszám: 3200 Játékvezetők: Marić, Mašić (SRB) |

| 2012. december 5. 18:05 | Oroszország | 27–30       | Montenegró            | Millennium Center, Versec Nézőszám: 1000 Játékvezetők: Opava, Válek (CZE) |
| 2012. december 5. 18:05 | Posztnova 5 | (14–20)     | Knežević, Radičević 6 | Millennium Center, Versec Nézőszám: 1000 Játékvezetők: Opava, Válek (CZE) |
| 2012. december 5. 18:05 | 1× 1×       | Jegyzőkönyv | 4× 3×                 | Millennium Center, Versec Nézőszám: 1000 Játékvezetők: Opava, Válek (CZE) |

| 2012. december 5. 20:15 | Izland       | 19–22       | Románia    | Millennium Center, Versec Nézőszám: 2700 Játékvezetők: Lythje, Christiansen (DEN) |
| 2012. december 5. 20:15 | Jónsdóttir 5 | (13–15)     | Brădeanu 7 | Millennium Center, Versec Nézőszám: 2700 Játékvezetők: Lythje, Christiansen (DEN) |
| 2012. december 5. 20:15 | 4× 3×        | Jegyzőkönyv | 3× 4×      | Millennium Center, Versec Nézőszám: 2700 Játékvezetők: Lythje, Christiansen (DEN) |

| 2012. december 7. 18:05 | Oroszország      | 30–21       | Izland       | Millennium Center, Versec Nézőszám: 3000 Játékvezetők: Bonaventura, Bonaventura (FRA) |
| 2012. december 7. 18:05 | Posztnova, Sen 5 | (15–8)      | Jónsdóttir 4 | Millennium Center, Versec Nézőszám: 3000 Játékvezetők: Bonaventura, Bonaventura (FRA) |
| 2012. december 7. 18:05 | 3× 2×            | Jegyzőkönyv | 2× 3×        | Millennium Center, Versec Nézőszám: 3000 Játékvezetők: Bonaventura, Bonaventura (FRA) |

| 2012. december 7. 20:15 | Románia    | 20–23       | Montenegró  | Millennium Center, Versec Nézőszám: 4000 Játékvezetők: Brunovský, Čanda (SVK) |
| 2012. december 7. 20:15 | Brădeanu 6 | (10–9)      | Bulatović 9 | Millennium Center, Versec Nézőszám: 4000 Játékvezetők: Brunovský, Čanda (SVK) |
| 2012. december 7. 20:15 | 2× 4×      | Jegyzőkönyv | 2× 3×       | Millennium Center, Versec Nézőszám: 4000 Játékvezetők: Brunovský, Čanda (SVK) |

## Középdöntő
A középdöntőben a sorrendet a csoportkörben is alkalmazott módszer szerint állapították meg.

### 1. csoport
| Hely. | Csapat        | M | Gy | D | V | G+  | G–  | Gk  | P | Továbbjutás |
| ----- | ------------- | - | -- | - | - | --- | --- | --- | - | ----------- |
| 1.    | Norvégia      | 5 | 4  | 0 | 1 | 140 | 124 | +16 | 8 | Elődöntők   |
| 2.    | Szerbia (R)   | 5 | 3  | 1 | 1 | 124 | 118 | +6  | 7 | Elődöntők   |
| 3.    | Dánia         | 5 | 3  | 0 | 2 | 148 | 146 | +2  | 6 | 5. helyért  |
| 4.    | Svédország    | 5 | 2  | 1 | 2 | 127 | 127 | 0   | 5 |             |
| 5.    | Franciaország | 5 | 2  | 0 | 3 | 111 | 115 | −4  | 4 |             |
| 6.    | Csehország    | 5 | 0  | 0 | 5 | 121 | 141 | −20 | 0 |             |

| 2012. december 10. 16:10 | Csehország                | 30–33       | Dánia       | Kombank Arena, Belgrád Nézőszám: 400 Játékvezetők: Florescu, Duţă (ROU) |
| 2012. december 10. 16:10 | Knedlíková, Kutlvašrová 6 | (12–13)     | Nørgaard 10 | Kombank Arena, Belgrád Nézőszám: 400 Játékvezetők: Florescu, Duţă (ROU) |
| 2012. december 10. 16:10 | 4×                        | Jegyzőkönyv | 4× 2×       | Kombank Arena, Belgrád Nézőszám: 400 Játékvezetők: Florescu, Duţă (ROU) |

| 2012. december 10. 18:10 | Norvégia  | 30–19       | Franciaország | Kombank Arena, Belgrád Nézőszám: 500 Játékvezetők: Marín, García (ESP) |
| 2012. december 10. 18:10 | Sulland 7 | (14–10)     | Baudouin 5    | Kombank Arena, Belgrád Nézőszám: 500 Játékvezetők: Marín, García (ESP) |
| 2012. december 10. 18:10 | 5× 3×     | Jegyzőkönyv | 2× 3×         | Kombank Arena, Belgrád Nézőszám: 500 Játékvezetők: Marín, García (ESP) |

| 2012. december 10. 20:10 | Szerbia   | 23–23       | Svédország   | Kombank Arena, Belgrád Nézőszám: 5000 Játékvezetők: Stoļarovs, Līcis (LAT) |
| 2012. december 10. 20:10 | Rajović 5 | (13–14)     | Torstenson 8 | Kombank Arena, Belgrád Nézőszám: 5000 Játékvezetők: Stoļarovs, Līcis (LAT) |
| 2012. december 10. 20:10 | 2× 2×     | Jegyzőkönyv | 2×           | Kombank Arena, Belgrád Nézőszám: 5000 Játékvezetők: Stoļarovs, Līcis (LAT) |

| 2012. december 11. 16:10 | Csehország  | 22–24       | Franciaország | Kombank Arena, Belgrád Nézőszám: 800 Játékvezetők: Brehmer, Skowronek (POL) |
| 2012. december 11. 16:10 | Chrenková 4 | (10–14)     | Ayglon 6      | Kombank Arena, Belgrád Nézőszám: 800 Játékvezetők: Brehmer, Skowronek (POL) |
| 2012. december 11. 16:10 | 2× 4×       | Jegyzőkönyv | 2× 3×         | Kombank Arena, Belgrád Nézőszám: 800 Játékvezetők: Brehmer, Skowronek (POL) |

| 2012. december 11. 18:10 | Norvégia | 28–25       | Svédország | Kombank Arena, Belgrád Nézőszám: 1200 Játékvezetők: Horváth, Márton (HUN) |
| 2012. december 11. 18:10 | Edin 9   | (12–14)     | Gulldén 10 | Kombank Arena, Belgrád Nézőszám: 1200 Játékvezetők: Horváth, Márton (HUN) |
| 2012. december 11. 18:10 | 2× 3×    | Jegyzőkönyv | 3×         | Kombank Arena, Belgrád Nézőszám: 1200 Játékvezetők: Horváth, Márton (HUN) |

| 2012. december 11. 20:10 | Szerbia       | 29–26       | Dánia       | Kombank Arena, Belgrád Nézőszám: 5000 Játékvezetők: Marín, García (ESP) |
| 2012. december 11. 20:10 | Damnjanović 8 | (16–14)     | Jørgensen 5 | Kombank Arena, Belgrád Nézőszám: 5000 Játékvezetők: Marín, García (ESP) |
| 2012. december 11. 20:10 | 6× 4×         | Jegyzőkönyv | 3× 2×       | Kombank Arena, Belgrád Nézőszám: 5000 Játékvezetők: Marín, García (ESP) |

| 2012. december 13. 16:10 | Csehország  | 26–35       | Svédország   | Kombank Arena, Belgrád Nézőszám: 1500 Játékvezetők: Florescu, Duţă (ROU) |
| 2012. december 13. 16:10 | Chrenková 7 | (14–14)     | Fogelström 7 | Kombank Arena, Belgrád Nézőszám: 1500 Játékvezetők: Florescu, Duţă (ROU) |
| 2012. december 13. 16:10 | 1× 3×       | Jegyzőkönyv | 3× 3×        | Kombank Arena, Belgrád Nézőszám: 1500 Játékvezetők: Florescu, Duţă (ROU) |

| 2012. december 13. 18:10 | Szerbia   | 18–17       | Franciaország | Kombank Arena, Belgrád Nézőszám: 8000 Játékvezetők: Gousko, Repkin (BLR) |
| 2012. december 13. 18:10 | Rajović 5 | (10–6)      | Signaté 4     | Kombank Arena, Belgrád Nézőszám: 8000 Játékvezetők: Gousko, Repkin (BLR) |
| 2012. december 13. 18:10 | 2× 3×     | Jegyzőkönyv | 3× 4×         | Kombank Arena, Belgrád Nézőszám: 8000 Játékvezetők: Gousko, Repkin (BLR) |

| 2012. december 13. 20:10 | Norvégia          | 33–35       | Dánia      | Kombank Arena, Belgrád Nézőszám: 2500 Játékvezetők: Horváth, Márton (HUN) |
| 2012. december 13. 20:10 | Sulland, Alstad 6 | (17–15)     | Burgaard 8 | Kombank Arena, Belgrád Nézőszám: 2500 Játékvezetők: Horváth, Márton (HUN) |
| 2012. december 13. 20:10 | 3×                | Jegyzőkönyv | 3×         | Kombank Arena, Belgrád Nézőszám: 2500 Játékvezetők: Horváth, Márton (HUN) |

### 2. csoport
| Hely. | Csapat        | M | Gy | D | V | G+  | G–  | Gk | P | Továbbjutás |
| ----- | ------------- | - | -- | - | - | --- | --- | -- | - | ----------- |
| 1.    | Montenegró    | 5 | 4  | 0 | 1 | 128 | 123 | +5 | 8 | Elődöntők   |
| 2.    | Magyarország  | 5 | 3  | 0 | 2 | 132 | 130 | +2 | 6 | Elődöntők   |
| 3.    | Oroszország   | 5 | 1  | 3 | 1 | 130 | 127 | +3 | 5 | 5. helyért  |
| 4.    | Németország   | 5 | 2  | 1 | 2 | 119 | 116 | +3 | 5 |             |
| 5.    | Románia       | 5 | 1  | 1 | 3 | 114 | 120 | −6 | 3 |             |
| 6.    | Spanyolország | 5 | 1  | 1 | 3 | 128 | 135 | −7 | 3 |             |

1. 1 2  Németország 26–26 Oroszország
2. 1 2  Spanyolország 26–31 Románia

| 2012. december 9. 16:15 | Spanyolország       | 26–31       | Románia  | SPC Vojvodina, Újvidék Nézőszám: 700 Játékvezetők: Bonaventura, Bonaventura (FRA) |
| 2012. december 9. 16:15 | Fernández, Mangué 5 | (12–15)     | Neagu 7  | SPC Vojvodina, Újvidék Nézőszám: 700 Játékvezetők: Bonaventura, Bonaventura (FRA) |
| 2012. december 9. 16:15 | 4× 3×               | Jegyzőkönyv | 2× 2× 1× | SPC Vojvodina, Újvidék Nézőszám: 700 Játékvezetők: Bonaventura, Bonaventura (FRA) |

| 2012. december 9. 18:15 | Magyarország  | 26–28       | Montenegró  | SPC Vojvodina, Újvidék Nézőszám: 1500 Játékvezetők: Opava, Válek (CZE) |
| 2012. december 9. 18:15 | Szucsánszki 8 | (9–15)      | Radičević 9 | SPC Vojvodina, Újvidék Nézőszám: 1500 Játékvezetők: Opava, Válek (CZE) |
| 2012. december 9. 18:15 | 3× 3× 1×      | Jegyzőkönyv | 5× 2×       | SPC Vojvodina, Újvidék Nézőszám: 1500 Játékvezetők: Opava, Válek (CZE) |

| 2012. december 9. 20:15 | Németország | 26–26       | Oroszország | SPC Vojvodina, Újvidék Nézőszám: 600 Játékvezetők: Marić, Mašić (SRB) |
| 2012. december 9. 20:15 | Steinbach 9 | (16–13)     | Khmyrova 6  | SPC Vojvodina, Újvidék Nézőszám: 600 Játékvezetők: Marić, Mašić (SRB) |
| 2012. december 9. 20:15 | 3× 3×       | Jegyzőkönyv | 3× 3×       | SPC Vojvodina, Újvidék Nézőszám: 600 Játékvezetők: Marić, Mašić (SRB) |

| 2012. december 11. 16:15 | Spanyolország | 25–25       | Oroszország | SPC Vojvodina, Újvidék Nézőszám: 800 Játékvezetők: Crnojević, Kostecki-Radić (CRO) |
| 2012. december 11. 16:15 | Martín 11     | (13–14)     | Posztnova 7 | SPC Vojvodina, Újvidék Nézőszám: 800 Játékvezetők: Crnojević, Kostecki-Radić (CRO) |
| 2012. december 11. 16:15 | 3× 3×         | Jegyzőkönyv | 3× 3× 1×    | SPC Vojvodina, Újvidék Nézőszám: 800 Játékvezetők: Crnojević, Kostecki-Radić (CRO) |

| 2012. december 11. 18:15 | Németország | 27–20       | Montenegró  | SPC Vojvodina, Újvidék Nézőszám: 1000 Játékvezetők: Bonaventura, Bonaventura (FRA) |
| 2012. december 11. 18:15 | Steinbach 7 | (14–9)      | Bulatović 6 | SPC Vojvodina, Újvidék Nézőszám: 1000 Játékvezetők: Bonaventura, Bonaventura (FRA) |
| 2012. december 11. 18:15 | 3× 3×       | Jegyzőkönyv | 3× 3×       | SPC Vojvodina, Újvidék Nézőszám: 1000 Játékvezetők: Bonaventura, Bonaventura (FRA) |

| 2012. december 11. 20:15 | Magyarország | 25–19       | Románia          | SPC Vojvodina, Újvidék Nézőszám: 1200 Játékvezetők: Gousko, Repkin (BLR) |
| 2012. december 11. 20:15 | Vérten 7     | (14–12)     | Neagu, Nechita 6 | SPC Vojvodina, Újvidék Nézőszám: 1200 Játékvezetők: Gousko, Repkin (BLR) |
| 2012. december 11. 20:15 | 2× 3×        | Jegyzőkönyv | 1× 3×            | SPC Vojvodina, Újvidék Nézőszám: 1200 Játékvezetők: Gousko, Repkin (BLR) |

| 2012. december 13. 16:15 | Spanyolország | 23–27       | Montenegró  | SPC Vojvodina, Újvidék Nézőszám: 1200 Játékvezetők: Brehmer, Skowronek (POL) |
| 2012. december 13. 16:15 | Fernández 7   | (16–13)     | Bulatović 6 | SPC Vojvodina, Újvidék Nézőszám: 1200 Játékvezetők: Brehmer, Skowronek (POL) |
| 2012. december 13. 16:15 | 4× 4×         | Jegyzőkönyv | 7× 4×       | SPC Vojvodina, Újvidék Nézőszám: 1200 Játékvezetők: Brehmer, Skowronek (POL) |

| 2012. december 13. 18:15 | Németország | 25–23       | Románia              | SPC Vojvodina, Újvidék Nézőszám: 1200 Játékvezetők: Opava, Válek (CZE) |
| 2012. december 13. 18:15 | Steinbach 8 | (16–9)      | Vădineanu, Nechita 7 | SPC Vojvodina, Újvidék Nézőszám: 1200 Játékvezetők: Opava, Válek (CZE) |
| 2012. december 13. 18:15 | 3× 3×       | Jegyzőkönyv | 2× 4× 1×             | SPC Vojvodina, Újvidék Nézőszám: 1200 Játékvezetők: Opava, Válek (CZE) |

| 2012. december 13. 20:15 | Magyarország | 25–31       | Oroszország | SPC Vojvodina, Újvidék Nézőszám: 1200 Játékvezetők: Crnojević, Kostecki-Radić (CRO) |
| 2012. december 13. 20:15 | Rédei Soós 5 | (11–13)     | Iljina 7    | SPC Vojvodina, Újvidék Nézőszám: 1200 Játékvezetők: Crnojević, Kostecki-Radić (CRO) |
| 2012. december 13. 20:15 | 2× 3×        | Jegyzőkönyv | 4× 3×       | SPC Vojvodina, Újvidék Nézőszám: 1200 Játékvezetők: Crnojević, Kostecki-Radić (CRO) |

## Helyosztók
A helyosztó mérkőzéseken ha a rendes játékidő végén döntetlen az állás, akkor 2×5 perces hosszabbítás következik. Ha ezt követően is döntetlen az állás, akkor egy újabb 2×5 perces hosszabbítás következik. Ha a második hosszabbítás után is egyenlő az állás, akkor büntetődobások döntenek a mérkőzés győzteséről.
|  |              |              |            |               |    |          |          |       |
|  | Elődöntők    | Elődöntők    | Elődöntők  |               |    | Döntő    | Döntő    | Döntő |
|  | Elődöntők    | Elődöntők    | Elődöntők  |               |    | Döntő    | Döntő    | Döntő |
|  | december 15. |              |            |               |    |          |          |       |
|  |              |              |            |               |    |          |          |       |
|  | 1/1          | Norvégia     | 30         |               |    |          |          |       |
|  | 1/1          | Norvégia     | 30         | december 16.  |    |          |          |       |
|  | 2/2          | Magyarország | 19         |               |    |          |          |       |
|  | 2/2          | Magyarország | 19         |               |    | Norvégia | Norvégia | 31    |
|  | december 15. |              |            |               |    | Norvégia | Norvégia | 31    |
|  |              |              | Montenegró | Montenegró    | 34 |          |          |       |
|  | 1/2          | Szerbia      | Montenegró | Montenegró    | 34 | 26       |          |       |
|  | 1/2          | Szerbia      |            |               |    |          |          |       |
|  | 2/1          | Montenegró   | 27         |               |    |          |          |       |
|  | 2/1          | Montenegró   | 27         | Bronzmérkőzés |    |          |          |       |
|  |              |              |            |               |    |          |          |       |
|  | december 16. |              |            |               |    |          |          |       |
|  |              |              |            |               |    |          |          |       |
|  | Magyarország | Magyarország | 41         |               |    |          |          |       |
|  | Magyarország | Magyarország | 41         |               |    |          |          |       |
|  | Szerbia      | Szerbia      | 38         |               |    |          |          |       |
|  | Szerbia      | Szerbia      | 38         |               |    |          |          |       |

### Elődöntők
| 2012. december 15. 14:30 | Norvégia                 | 30–19       | Magyarország | Kombank Arena, Belgrád Nézőszám: 5000 Játékvezetők: Bonaventura, Bonaventura (FRA) |
| 2012. december 15. 14:30 | Edin, Riegelhuth Koren 6 | (16–11)     | Görbicz 6    | Kombank Arena, Belgrád Nézőszám: 5000 Játékvezetők: Bonaventura, Bonaventura (FRA) |
| 2012. december 15. 14:30 | 4× 3×                    | Jegyzőkönyv | 3× 3×        | Kombank Arena, Belgrád Nézőszám: 5000 Játékvezetők: Bonaventura, Bonaventura (FRA) |

| 2012. december 15. 17:00 | Szerbia     | 26–27       | Montenegró | Kombank Arena, Belgrád Nézőszám: 13 000 Játékvezetők: Stoļarovs, Līcis (LAT) |
| 2012. december 15. 17:00 | Filipović 7 | (14–13)     | Knežević 8 | Kombank Arena, Belgrád Nézőszám: 13 000 Játékvezetők: Stoļarovs, Līcis (LAT) |
| 2012. december 15. 17:00 | 4× 3×       | Jegyzőkönyv | 3× 4×      | Kombank Arena, Belgrád Nézőszám: 13 000 Játékvezetők: Stoļarovs, Līcis (LAT) |

### Az 5. helyért
| 2012. december 15. 12:00 | Dánia                | 32–30       | Oroszország | Kombank Arena, Belgrád Nézőszám: 800 Játékvezetők: Marić, Mašić (SRB) |
| 2012. december 15. 12:00 | Nørgaard, Burgaard 8 | (15–15)     | Sen 6       | Kombank Arena, Belgrád Nézőszám: 800 Játékvezetők: Marić, Mašić (SRB) |
| 2012. december 15. 12:00 | 5× 3×                | Jegyzőkönyv | 3× 3×       | Kombank Arena, Belgrád Nézőszám: 800 Játékvezetők: Marić, Mašić (SRB) |

### Bronzmérkőzés
| 2012. december 16. 14:30 | Magyarország | 41–38 (h. u.)  | Szerbia         | Kombank Arena, Belgrád Nézőszám: 11 000 Játékvezetők: Gousko, Repkin (BLR) |
| 2012. december 16. 14:30 | Rédei-Soós 9 | (21–19, 33–33) | három játékos 7 | Kombank Arena, Belgrád Nézőszám: 11 000 Játékvezetők: Gousko, Repkin (BLR) |
| 2012. december 16. 14:30 | 1× 4×        | Jegyzőkönyv    | 4× 4×           | Kombank Arena, Belgrád Nézőszám: 11 000 Játékvezetők: Gousko, Repkin (BLR) |

### Döntő
| 2012. december 16. 17:00 | Norvégia  | 31–34 (h. u.)         | Montenegró  | Kombank Arena, Belgrád Nézőszám: 10 000 Játékvezetők: Marín, García (ESP) |
| 2012. december 16. 17:00 | Alstad 11 | (11–12, 24–24, 28–28) | Knežević 10 | Kombank Arena, Belgrád Nézőszám: 10 000 Játékvezetők: Marín, García (ESP) |
| 2012. december 16. 17:00 | 2× 3×     | Jegyzőkönyv           | 7× 4×       | Kombank Arena, Belgrád Nézőszám: 10 000 Játékvezetők: Marín, García (ESP) |

| A 2012-es női kézilabda-Európa-bajnokság győztese |
| ------------------------------------------------- |
| · Montenegró · 1. cím                             |

## Végeredmény
Az Európa-bajnokságon csak az első hat helyért játszottak helyosztó mérkőzéseket. A további sorrend meghatározása a következők szerint történt:
1. jobb csoportbeli helyezés a középdöntőben, illetve a csoportkörben
2. több szerzett pont
3. jobb gólkülönbség az összes mérkőzésen
4. több szerzett gól az összes mérkőzésen

| Hely. | Csapat          | M | Gy | D | V | G+  | G–  | Gk  | P  |
| ----- | --------------- | - | -- | - | - | --- | --- | --- | -- |
|       | Montenegró      | 8 | 7  | 0 | 1 | 215 | 196 | +19 | 14 |
|       | Norvégia        | 8 | 6  | 0 | 2 | 219 | 194 | +25 | 12 |
|       | Magyarország    | 8 | 4  | 0 | 4 | 219 | 226 | −7  | 8  |
| 4.    | Szerbia (R)     | 8 | 4  | 1 | 3 | 213 | 209 | +4  | 9  |
|       |                 |   |    |   |   |     |     |     |    |
| 5.    | Dánia           | 7 | 5  | 0 | 2 | 217 | 206 | +11 | 10 |
| 6.    | Oroszország     | 7 | 2  | 3 | 2 | 190 | 180 | +10 | 7  |
|       |                 |   |    |   |   |     |     |     |    |
| 7.    | Németország     | 6 | 3  | 1 | 2 | 136 | 132 | +4  | 7  |
| 8.    | Svédország      | 6 | 3  | 1 | 2 | 153 | 142 | +11 | 7  |
| 9.    | Franciaország   | 6 | 3  | 0 | 3 | 140 | 131 | +9  | 6  |
| 10.   | Románia         | 6 | 2  | 1 | 3 | 136 | 139 | −3  | 5  |
| 11.   | Spanyolország   | 6 | 2  | 1 | 3 | 153 | 156 | −3  | 5  |
| 12.   | Csehország      | 6 | 1  | 0 | 5 | 146 | 163 | −17 | 2  |
|       |                 |   |    |   |   |     |     |     |    |
| 13.   | Horvátország    | 3 | 1  | 0 | 2 | 65  | 69  | −4  | 2  |
| 14.   | Ukrajna         | 3 | 0  | 0 | 3 | 62  | 68  | −6  | 0  |
| 15.   | Izland          | 3 | 0  | 0 | 3 | 56  | 78  | −22 | 0  |
| 16.   | Észak-Macedónia | 3 | 0  | 0 | 3 | 61  | 92  | −31 | 0  |

## Díjak
A torna legjobb védőjátékosának a német Anja Althaust választották, a legértékesebb játékos pedig a norvég Anja Edin lett.
All-star csapat
| Poszt      | Név                     | Nemzet      |
| ---------- | ----------------------- | ----------- |
| Kapus      | Katrine Lunde Haraldsen | Norvégia    |
| Balszélső  | Polina Kuznyecova       | Oroszország |
| Balátlövő  | Sanja Damnjanović       | Szerbia     |
| Irányító   | Andrea Lekić            | Szerbia     |
| Beálló     | Heidi Løke              | Norvégia    |
| Jobbátlövő | Katarina Bulatović      | Montenegró  |
| Jobbszélső | Jovanka Radičević       | Montenegró  |

## Statisztikák

### Gólszerzők
Az alábbi listában a 11 legtöbb gólt szerző játékos található.
| Helyezés | Név                | Nemzet       | Gólok | Lövések | %   |
| -------- | ------------------ | ------------ | ----- | ------- | --- |
| 1.       | Katarina Bulatović | Montenegró   | 56    | 119     | 47% |
| 2.       | Görbicz Anita      | Magyarország | 41    | 70      | 59% |
| 2.       | Milena Knežević    | Montenegró   | 41    | 87      | 47% |
| 4.       | Jovanka Radičević  | Montenegró   | 40    | 61      | 66% |
| 5.       | Linn Jørum Sulland | Norvégia     | 39    | 76      | 51% |
| 6.       | Ann Grete Nørgaard | Dánia        | 37    | 51      | 73% |
| 6.       | Tomori Zsuzsanna   | Magyarország | 37    | 66      | 56% |
| 8.       | Anja Edin          | Norvégia     | 34    | 61      | 56% |
| 9.       | Isabelle Gulldén   | Svédország   | 33    | 56      | 59% |
| 9.       | Andrea Lekić       | Szerbia      | 33    | 57      | 58% |
| 9.       | Laura Steinbach    | Németország  | 33    | 56      | 59% |

### Kapusok
Az alábbi listában a 11 legjobb kapus olvasható.
| Helyezés | Név                     | Nemzet        | %   | Védés | Lövés |
| -------- | ----------------------- | ------------- | --- | ----- | ----- |
| 1.       | Katja Schülke           | Németország   | 41% | 45    | 111   |
| 2.       | Katrine Lunde Haraldsen | Norvégia      | 40% | 99    | 247   |
| 3.       | Talida Tolnai           | Románia       | 38% | 41    | 108   |
| 4.       | Linda Pradel            | Franciaország | 37% | 22    | 59    |
| 5.       | Katarina Tomašević      | Szerbia       | 36% | 98    | 275   |
| 6.       | Cecilia Grubbström      | Svédország    | 35% | 61    | 174   |
| 6.       | Kiss Éva                | Magyarország  | 35% | 34    | 97    |
| 6.       | Barbora Raníková        | Csehország    | 35% | 77    | 221   |
| 6.       | Paula Ungureanu         | Románia       | 35% | 38    | 109   |
| 6.       | Marina Vukčević         | Montenegró    | 35% | 34    | 97    |
| 6.       | Clara Woltering         | Németország   | 35% | 36    | 102   |